# ام‌اس آرکادیا (۲۰۰۵)
ام‌اس آرکادیا (۲۰۰۵) (به انگلیسی: MS Arcadia (2005)) یک کشتی است که طول آن ۲۸۹٫۹۰ متر (۹۵۱٫۱ فوت) می‌باشد. این کشتی در سال ۲۰۰۴ ساخته شد.